# Nikola Parov

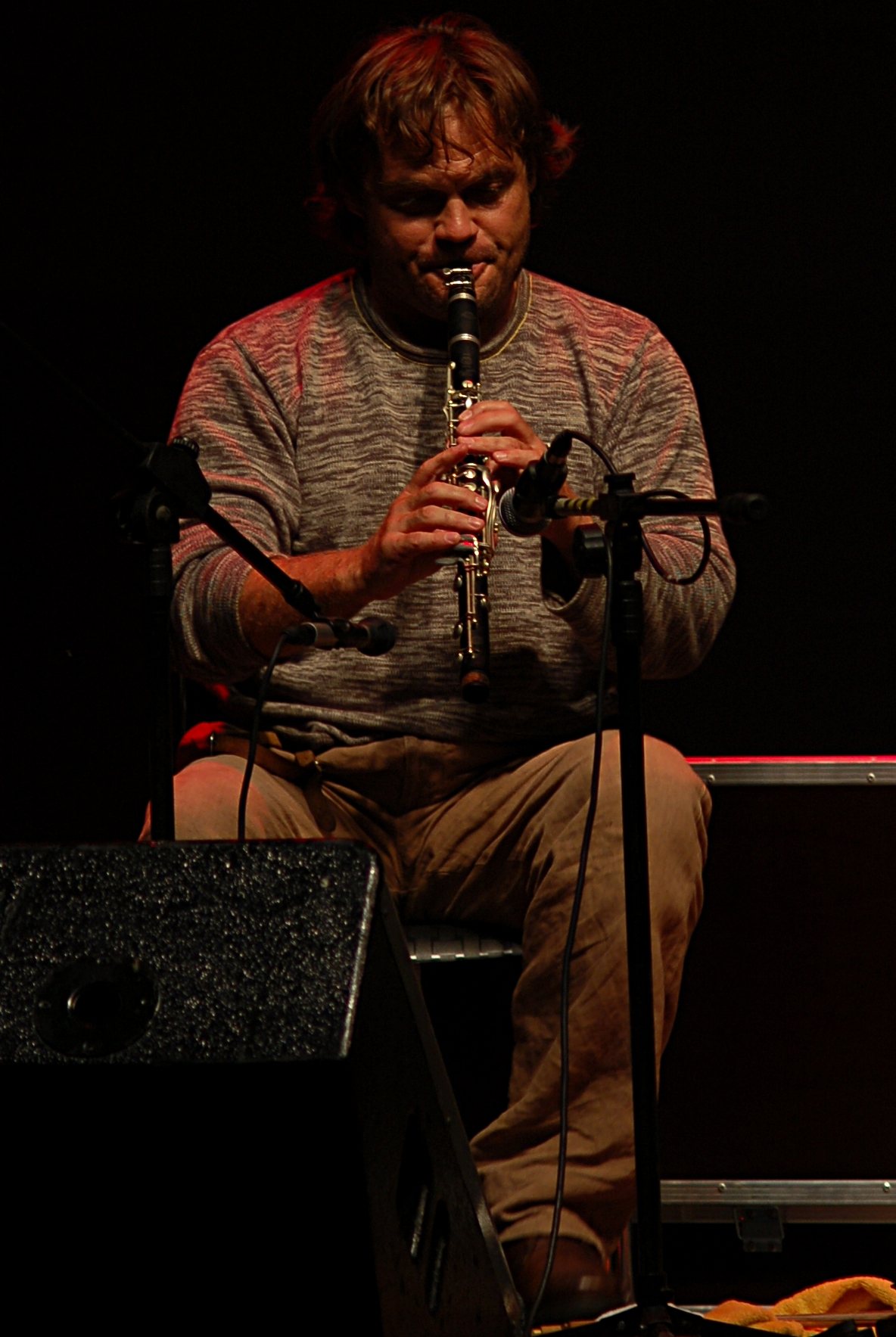
Nikola Parov (2007)

Nikola Parov (* 1962 in Sofia) ist ein bulgarischer Multiinstrumentalist, Folk- und Weltmusiker.

## Leben und Wirken
Parov wurde als Kind von seinem Großvater in die musikalische Tradition des Balkans eingeführt. Im Alter von sechs Jahren erlernte er das Mandolinenspiel. Kurz nachdem er mit zehn Jahren mit seiner Familie nach Budapest zog, erhielt er dort Klavier- und Cellounterricht. 1982 gründete er die Gruppe Zsaratnok, mit der er bis 1994 vier erfolgreiche Alben aufnahm. Mit Unterstützung der Soros-Stiftung und der Akademie der Wissenschaften Budapest konnte er mehrere Jahre Geschichte, Kultur und Instrumente der Musik des Balkan studieren.
In den 1980er Jahren lernte er durch den Songwriter Andy Irvine die irische Folkmusik kennen. Mit ihm sowie Davy Spillane und Bill Whelan stellte er osteuropäische Musik u. a. auf dem Album East Wind und bei der zugehörigen Tour vor. 1993 holte ihn Whelan zur Riverdance Show. Er tourte mit ihr sieben Jahre lang als Multiinstrumentalist und Solist und erschien in dreien ihrer Videos und den Alben Riverdance und The Roots of Riverdance.
2000 schuf er auf Einladung des Ungarischen Staatlichen Volksensembles und seines künstlerischen Leiters, Ferenc Sebő, die Musik der Produktion Naplegenda, die Tanz- und Volksmusiktraditionen verschiedener Kulturen des Karpatenbeckens miteinander verbindet (gleichnamiges Album). Weiterhin arbeitete er mit Márta Sebestyén. 2002 gründete er seine Formation Balkan Syndicate (gleichnamiges Album 2003), mit der er sich zum Ethno-Jazz bewegte.
Später trat er u. a. mit Andy Irvines Mozaik-Projekt auf. Zu seinem eigenen Quartett (seit 2005) gehören die Sängerin Agnes Herczku sowie Szlobodán Wertetics und Sándor Födő (Album Volt nékem szeretõm / Once I Had a Sweetheart, 2006). Auch bei Duo-Auftritten mit Herczku spielt er Instrumente wie Nyckelharpa, Gajda, Bouzouki und Kaval. Sein Album Alomid wurde 2011 zur besten Weltmusik-Produktion in Ungarn gewählt.